# La Vallée-de-Jacmel
La Vallée-de-Jacmel este o comună din arondismentul Jacmel, departamentul Sud-Est, Haiti, cu o suprafață de 84,79 km2 și o populație de 33.127 locuitori (2009).